# The King of Fighters '95
The King of Fighters '95  é um jogo de luta produzido pela SNK para o arcade Neo Geo e consoles domésticos em 1995. É a sequência de The King of Fighters '94 e o segundo jogo da série The King of Fighters. É também o primeiro jogo da série a ser portado para outros consoles domésticos, além do Neo Geo AES e do CD Neo-Geo, tornando a SNK um desenvolvedor secundário, com versões lançadas para PlayStation, Sega Saturn e Game Boy. Também foi relançado em The King of Fighters Collection: The Orochi Sagaem 2008 para o PlayStation 2, PlayStation Portable e Wii.
Um diferencial marcante do primeiro jogo é ele não se limitar às equipes pré-definidas, permitindo o jogador a montar seus próprios grupos de personagens; mecânica recorrente em todos jogos da série seguindo esse.
O jogo também é considerado mais difícil que The King of Fighters '94, tendo uma inteligência artificial mais refinada.